# Třída Dolphin
Třída Dolphin (hebrejsky: דולפין, Dolfin), někdy též překládáno jako třída Delfín, je nejaderný stíhací útočný typ ponorky, vyvinutý a postavený německou společností Howaldtswerke-Deutsche Werft AG (HDW) pro Izraelské vojenské námořnictvo. Je založen na německém exportním typu ponorek třídy 209, který je však výrazně pozměněn a zvětšen, díky čemuž je pokládán za samostatnou třídu a nikoliv součást třídy 209.[zdroj?] Ponorky této třídy jsou považovány za nejsofistikovanější a nejschopnější konvenční ponorky na světě.

## Přehled

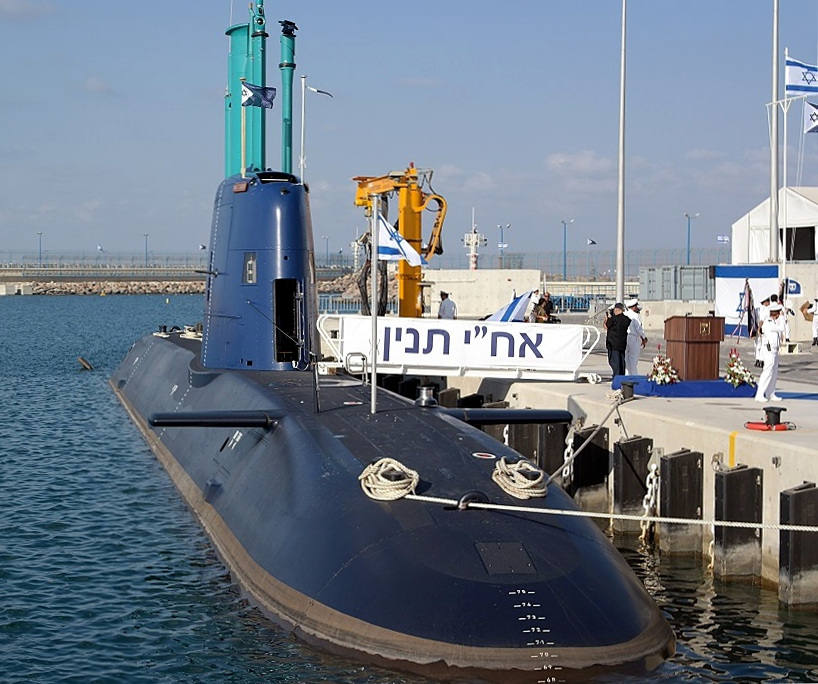
INS Tanin

Zatímco první dvě ponorky (Dolphin a Leviatan) financovala německá vláda a obě byly doručeny v roce 1997, třetí (T'kuma) zaplatil Izrael z poloviny (druhou část uhradila opět německá vláda) a byla doručena v roce 1999. Během první války v Zálivu byly německé firmy obviněny, že pomáhaly Iráku s jeho programem vývoje chemických zbraní, což vedlo k protestům jak v Německu, tak v Izraeli. Tehdejší německý spolkový kancléř Helmut Kohl se rozhodl zklidnit izraelské obavy, kompenzovat Izraeli finanční ztráty (během války utrpěl Izrael značné škody, když na něj dopadaly irácké rakety Scud) a zajistit práci německým loděnicím tím, že se rozhodl darovat Izraeli dvě ponorky. Nové ponorky, tak nahradily stárnoucí ponorky třídy Gal, které v izraelském námořnictvu sloužily od konce 70. let.
Kromě zmíněných tří ponorek podepsal Izrael kontrakt se společností ThyssenKrupp na koupi dvou dalších ponorek od dceřiné společnosti HDW. Dvě nové ponorky jsou vylepšenou verzí starých Dolphinů a obě jsou vybaveny na vzduchu nezávislým pohonem (AIP), podobný tomu, použitému v ponorkách třídy 212. Dne 6. července 2006 se německá vláda rozhodla v předstihu zaplatit zhruba 170 milionů eur na zahájení výstavby. Celkem mají dvě ponorky stát přibližně 1,3 miliardy eur, z čehož má třetinu uhradit Německo. V červenci 2011 byla mezi Izraelem a Německem uzavřena na dohoda na zakoupení v pořadí již šesté ponorky, která bude opět z části dotovaná německou vládou.
Šestá jednotka se původně měla jmenovat Dakar, na počest stejnojmenné izraelské ponorky třídy T. Později bylo její jméno změněno na Dragon, přičemž jméno Dakar připadně až nové generaci izraelských ponorek.
Jednotky třídy Dolphin:
| Jméno                    | Spuštěna         | Vstup do služby   | Status    |
| ------------------------ | ---------------- | ----------------- | --------- |
| INS Dolphin („Delfín“)   | 15. dubna 1996   | 27. července 1999 | aktivní   |
| INS Leviatan („Velryba“) | 27. května 1997  | 29. června 1999   | aktivní   |
| INS T'kuma („Obrození“)  | 9. července 1998 | 22. října 2000    | aktivní   |
| INS Tanin („Krokodýl“)   | 19. února 2012   | 7. září 2014      | aktivní   |
| INS Rahav                | 29. dubna 2013   | 12. ledna 2016    | aktivní   |
| INS Drakon („Dragon“)    | 14. srpna 2023   |                   | ve stavbě |

## Konstrukce

### Doplhin I
Každá ponorka je vyzbrojena šesti torpédomety ráže 533 mm, odkud je možné vypouštět řízené protilodní střely UGM-84 Harpoon či německá torpéda DM2A3 a DM2A4, a čtyřmi torpédomety ráže 648 mm. Ty lze využít jak pro potápěče a jejich vodní přibližovadla (tzv. Swimmer Delivery Vehicles), tak pro vypouštění „velkých protizemních střel s plochou dráhou letu Popeye ve verzi s proudovým motorem a dostřelem 300 až 350 kilometrů nebo v jaderné verzi s doletem přes 1000 kilometrů.“ Předpokládá se, že izraelské protizemní střely Popeye Turbo (varianta protizemní střely Popeye/AGM-142 Have Nap) by mohly být vybaveny jadernými hlavicemi, mít dostřel až 1500 kilometrů, a jako takové by mohly Izraeli poskytnout schopnost druhého úderu. Ponorky mohou rovněž vypouštět miny. Pohonný systém tvoří tři diesely MTU 16V 396 SE84 a jeden elektromotor Siemens. Lodní šroub je jeden.

### Doplhin II

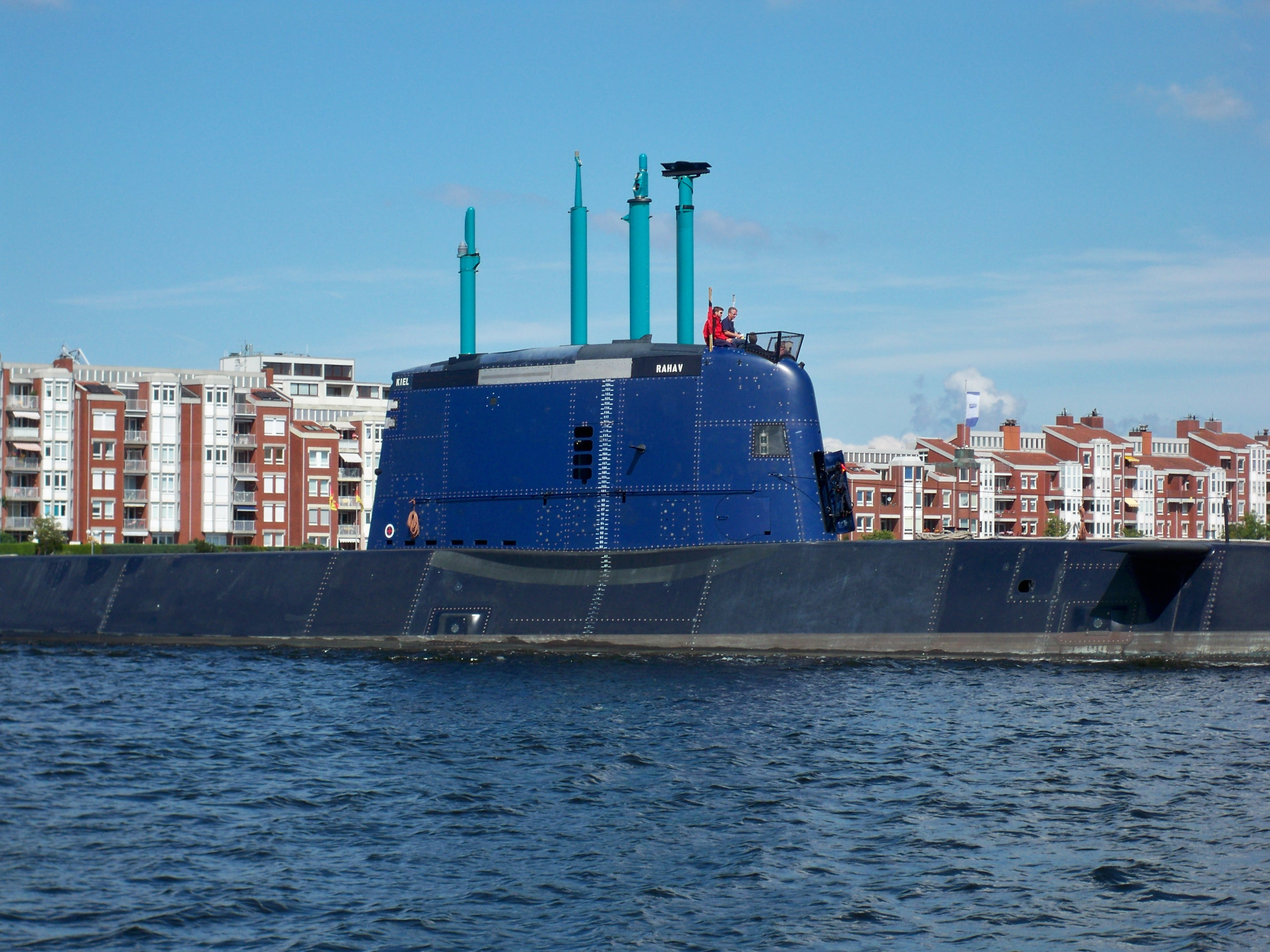
Detail věže INS Rahav

Ponorky druhé série (Tanin, Rahav, Drakon) mají prodlužený trup obsahující novou sekci s pomocným pohonem nezávislým na přístupu atmosférického vzduchu (AIP). Třetí jednotka druhé série Drakon je ještě delší, neboť má velmi dlouhou velitelskou věž, pravděpodobně sloužící k uložení balistických raket.